# Burg Thedinghausen
Die Burg Thedinghausen ist eine abgegangene spätmittelalterliche Landesburg des Erzbistums Bremen in der Gemeinde Thedinghausen im niedersächsischen Landkreis Verden.

## Geschichte
Die Burg Thedinghausen wurde im letzten Viertel des 13. Jahrhunderts vom Bremer Erzbischof Giselbert von Brunkhorst (1274–1306) erbaut. Sie war Teil seiner Bemühungen zur Territorialisierung seines Herrschaftsgebiets und fügt sich eine Reihe von dazugehöriger Burgen- und Befestigungsbauten ein.
Der Bau der Burg Thedinghausen steht dabei im Zusammenhang mit der Inkorporierung der Güter der Grafen von Oldenburg-Wildeshausen in das Erzstift Bremen. Nach dem Aussterben der Grafenfamilie im Jahr 1270 zog der Erzbischof deren Besitz an sich. Die Burg Thedinghausen diente dabei zur Sicherung des Zugangs zu Land und Wasser sowie zur Verwaltung des neuerworbenen Besitzes.
1282 wurde erstmals ein Zoll in Thedinghausen und, 1290 ein Burgmann erwähnt. Im 14. Jahrhundert war die Burg mehrfach verpfändet, u. a. ab 1346 an die Grafen von Hoya. Die Entfremdung von Burg, Vogtei und Zoll durch die Grafen führte schließlich zu einem militärischen Konflikt mit dem Erzbistum. Nach einer ersten Schlacht, die 1356 zugunsten der Grafschaft ausging, gelang 1358 die Rückeroberung der Burg. Im Friedensvertrag erhielt die Stadt Bremen ein Pfandrecht an der Hälfte der Burg. Ab 1373 blieb die Burg bis ins 16. Jahrhundert fast durchgehend verpfändet.
1526 erfolgte ein Neubau der Burg in Stein- und Ziegelbauweise. Zwischen 1610 und 1614 wurde die Anlage instand gesetzt und ausgebaut. In Folge einer Zerstörung wurden die Burggebäude 1681 als verfallen bezeichnet. 1679/81 übernahm das Herzogtum Braunschweig das Amt Thedinghausen und errichtete neue Amtsgebäude. Das Holz der Festung wurde ausgegraben und nach Bremen zum Verkauf gebracht.
1839 erfolgte der Abriss der Gebäude. 1846/47 wurde das heute existierende Amtshaus unter Einbeziehung des Nordflügels des Vorgängerbaus errichtet; heute wird es als Jugendzentrum genutzt.

## Beschreibung
Die Burg wurde am Rande des Dorfes Dettenhusen am ehemaligen Zusammenfluss der Kleinen mit der Großen Eiter erbaut. Von der mittelalterlichen Burg sind keine Reste erhalten, ihre Gestalt ist unbekannt.
Auf den vermutlich aus dem 17. Jahrhundert stammenden, ältesten Plänen ist im Süden des heutigen Geländes eine kreisrunde Befestigung mit Wall und Graben erkennbar, in der das Amtshaus mit Nebengebäuden sowie ein verfallenes Gebäude stehen. Nach weiteren Plänen ist das Gelände nach Norden erweitert worden. Die Anlage besaß dann eine ovale Form und war im Norden durch einen Graben geschützt. Im 18. Jahrhundert stand dort ein vierflügeliges Amtshaus; der Graben ist abschnittsweise verfüllt und mit dem Amtshof überbaut.